# 甲子橋
甲子橋（きのえねはし）は、福島県南相馬市にある道路橋である。

## 概要
- 全長：89.0m
  - 主径間：34.0m
- 幅員：6.0（11.0）m
- 形式：3径間鋼連続鈑桁橋
- 竣工：2002年度

南相馬市小高区大井字田中前から岡田字仲川原田をかすめ大井字深町に至り、二級水系小高川を渡る。福島県道260号北泉小高線を通し、橋上は上下対向2車線で供用され、上り線側に幅員2.5mの歩道が設置されている。上流側には同名の旧道橋が架けられている。

## 沿革
- 1932年 - 全長50m、幅員4.4mの5径間RC桁橋として建設される[1]。
- 1959年 - 全長50.2m、幅員4.4mの橋梁として架け替えられる[2]。

北詰は小高区大井、大井字田中前に、南詰は大井字観音前、大井字深町に位置し、現在の県道橋より国道6号小高川橋を挟み上流に位置している。
- 2002年度 - 現在の県道橋が架けられる。

国道6号に直接接続しない従来の県道のバイパスとして建設された。総工費は2億1600万円。当橋梁の開通以後、旧道橋は南相馬市道深町鴫鳴線の橋梁として移管されている。

## 隣の橋
（上流）大井橋 - 小高川橋 - 甲子橋 - 川原田橋 - 白金橋（下流）